# Filippo Calandrini

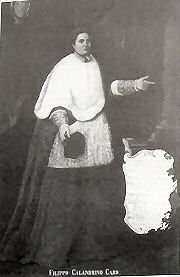

(Cherubino Ghirardacci, Historia di Bologna, Tomo II, Tavola de' Vescovi di Bologna)
Filippo Calandrini (Sarzana, 1403 – Bagnoregio, 18 luglio 1476) è stato un cardinale e vescovo cattolico italiano, consacrato il 20 dicembre 1448 da papa Niccolò V, di cui era fratello uterino. Fu anche vescovo di Bologna, è perciò noto anche con il nome di Cardinale di Bologna. Ricoprì incarichi importantissimi nella Curia romana, come quello di Penitenziere maggiore ed è ricordato per aver traslato l'antica sede vescovile di Luni nella sua città natale, Sarzana.

## Biografia

### Giovinezza e primi incarichi
Nacque nel 1403 a Sarzana da Tommaso, di famiglia lucchese, e dalla sua seconda moglie Andreola Tomeo dei Bosi, vedova di Bartolomeo Parentucelli, padre di papa Niccolò V; era dunque fratello uterino del pontefice. Intraprese la carriera ecclesiastica come il fratello, e fu nominato protonotario apostolico e arcidiacono del capitolo della cattedrale di Lucca. Fu poi anche governatore del castello di Spoleto dall'agosto 1447. Fu nominato vescovo di Bologna il 18 dicembre 1447 dal fratello Niccolò V, eletto papa da pochi mesi.

### Cardinalato
Fu creato cardinale prete nel concistorio del 20 dicembre 1448, ricevette il titolo di Santa Susanna il 3 gennaio 1449 e il cappello cardinalizio il 6 gennaio 1449 a Bologna, ma optò nel 1451 per il titolo più prestigioso di San Lorenzo in Lucina. Fu nominato legato pontificio della  Marca anconitana. Andò a Firenze nel 1452 insieme al cardinale Juan de Carvajal per accompagnare a Roma l'imperatore Federico III, che doveva essere incoronato dal papa. Dopo l'incoronazione i due cardinali riaccompagnarono l'imperatore fino ai confini dei domini pontifici.
Nominato camerlengo del Sacro Collegio dei cardinali nel 1454, partecipò al conclave che elesse papa Pio II, a cui era legato da vincoli di amicizia. Insieme al nuovo pontefice partecipò al congresso di Mantova (1459), in cui fu proclamata una crociata contro i Turchi. Nel 1459 divenne anche penitenziere maggiore.
Nel 1468 fu promosso cardinale vescovo di Albano, nel 1471 optò per la sede suburbicaria di Porto e Santa Rufina.
Possedette anche diverse commende: del monastero benedettino di Santa Croce in Sassovivo, nella diocesi di Fiesole, di San Benedetto di Gualdo e Santa Maria di Sania, nella diocesi di Nocera, del monastero cistercense di Carreto, nella diocesi di Lodi, e di Santa Maria in Strada, nella diocesi di Bologna.
Come vescovo di Bologna eresse in Insigne Collegiata la Basilica di San Petronio (1464) ed accolse in città Santa Caterina dei Vigri (1465), permettendole di fondare il Monastero del Corpus Domini. Gli successe come amministratore apostolico il cardinale Francesco Gonzaga, legato pontificio della città.
Morì il 18 luglio 1476 a Bagnoregio, mentre tornava a Roma da Sarzana. Fu sepolto in una monumentale tomba eretta dal nipote Giovanni Matteo Calandrini in San Lorenzo in Lucina.

## La traslazione della sede vescovile di Luni
Il cardinal Calandrini fu anche responsabile della traslazione della sede vescovile dall'antica città romana di Luni, abbandonata dall'XI secolo. Varie città ambivano a diventare la nuova sede del vescovo, in particolare Pontremoli, ma il Calandrini, con l'appoggio di Firenze, ottenne il 21 luglio 1465 da papa Paolo II la bolla Cui super omnes orbis, con cui la chiesa di Santa Maria in Sarzana veniva eretta in cattedrale. Di conseguenza, il borgo di Sarzana fu elevato al titolo di città.

## Mecenatismo
Filippo Calandrini si rese benemerito, specialmente nella sua città natale, per le opere d'arte che commissionò. Con la nascita della diocesi lunense-sarzanese, la cattedrale fu abbellita da un rivestimento marmoreo della facciata, opera dei Riccomanni di Pietrasanta, e dal grandioso dossale marmoreo scolpito, posto sull'altare maggiore, rappresentante l'Assunzione della Vergine.
Sempre a Sarzana, edificò il suo palazzo privato, prima dimora vescovile, e la cappella di San Tommaso, oggi unita alla cattedrale, dove fu posta l'ancona dell'Incoronazione della Vergine, opera di Lorenzo Riccomanni, rappresentativa del momento di incontro tra lo stile tardo-gotico e quello rinascimentale. Il progetto architettonico della cappella è di Benedetto Beltrame da Campione, mentre la decorazione scultorea è di Antonio Maffioli da Carrara.
Nella Basilica di San Pietro a Roma fece erigere un monumento sepolcrale per il fratello Nicolò V.